# Marano (flod)
Marano är en flod som rinner genom San Marino och regionen Emilia-Romagna i Italien. Den rinner upp sydöst om Domagnano i San Marino. Den flyter i östlig riktning och utgör en del av gränsen mellan provinsen Rimini i Italien och San Marino. Den rinner ut i Adriatiska havet nordost om Riccione.